# The Untouchables (televisieserie)
The Untouchables was een Amerikaanse serie die van 1959 tot 1963 liep, gebaseerd op het leven van Eliot Ness. Vanaf 1964 werd de reeks uitgezonden op de Franse zender ORTF. Vanaf september 1965 werd de serie ook door de VPRO uitgezonden op de Nederlandse televisie.

## Rolverdeling
| Acteur         | Personage           |
| -------------- | ------------------- |
| Robert Stack   | Eliot Ness          |
| Abel Fernández | William Youngfellow |
| Neville Brand  | Al Capone           |
| Bruce Gordon   | Frank Nitti         |